# Глазго-кросс

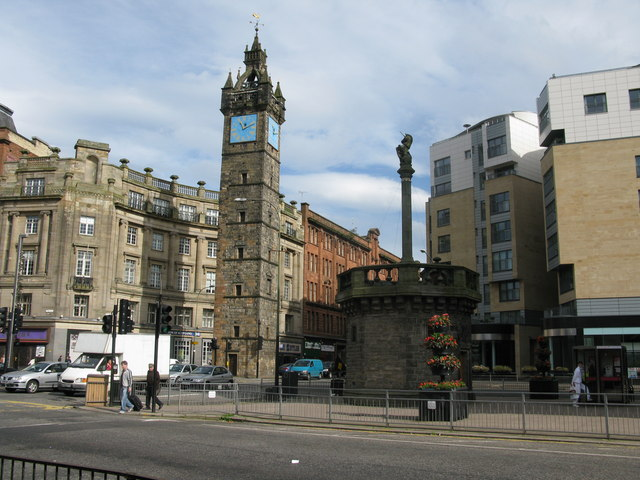
Глазго-кросс со шпилем Толбута и меркат-кроссом

Глазго-кросс (англ. Glasgow Cross) — перекрёсток, расположенный в центре древнего королевского города, а ныне Городского центра Глазго (Шотландия), рядом с берегом реки Клайд. От него расходятся пять улиц: на север тянется Хай-стрит к Кафедральному собору, Кафедральной площади и Королевской лечебнице, на восток тянутся улицы Гэллоугейт и Лондон-Роуд близ площади Сент-Эндрюс, на юг — Солтмаркет по направлению к парку Глазго Грин и Высокому суду, а на запад — улица Тронгейт, переходящая в Аргайл-стрит, ведущую к площади Сент-Енох и Бьюкенен-стрит.
Наиболее узнаваемой достопримечательностью Глазго-кросса служит шпиль Толбута, часть толбута XVII века, и копия меркат-кросса, заказанная в 1929 году антикваром Уильямом Джорджем Блэком и созданная по проекту архитектора Эдит Хьюз. Во многих окружающих Глазго-кросс оптовых и производственных складах теперь располагаются творческие площадки, галереи и художественные студии.
К Толбуту примыкал отель Тонтин с его актовыми залами, спроектированными в 1737 году архитектором Алланом Дрегхорном и с доработками в 1781 году архитектора Уильяма Гамильтона. Тонтин была обменным центром для торговцев и местом политических и общественных собраний. Глазго-кросс с Толбутом и Тонтином изображён на многочисленных картинах художников различных веков. Перед Тонтином была установлена конная статуя короля Вильгельма III, возведённая в 1734 году и в настоящее время расположенная на Кафедральной площади.
Участок Глазго-кросса, напротив Тонтина, был отправным пунктом регулярных пассажирских и почтовых дилижансов в Эдинбург и Лондон.

## Шпиль Толбута

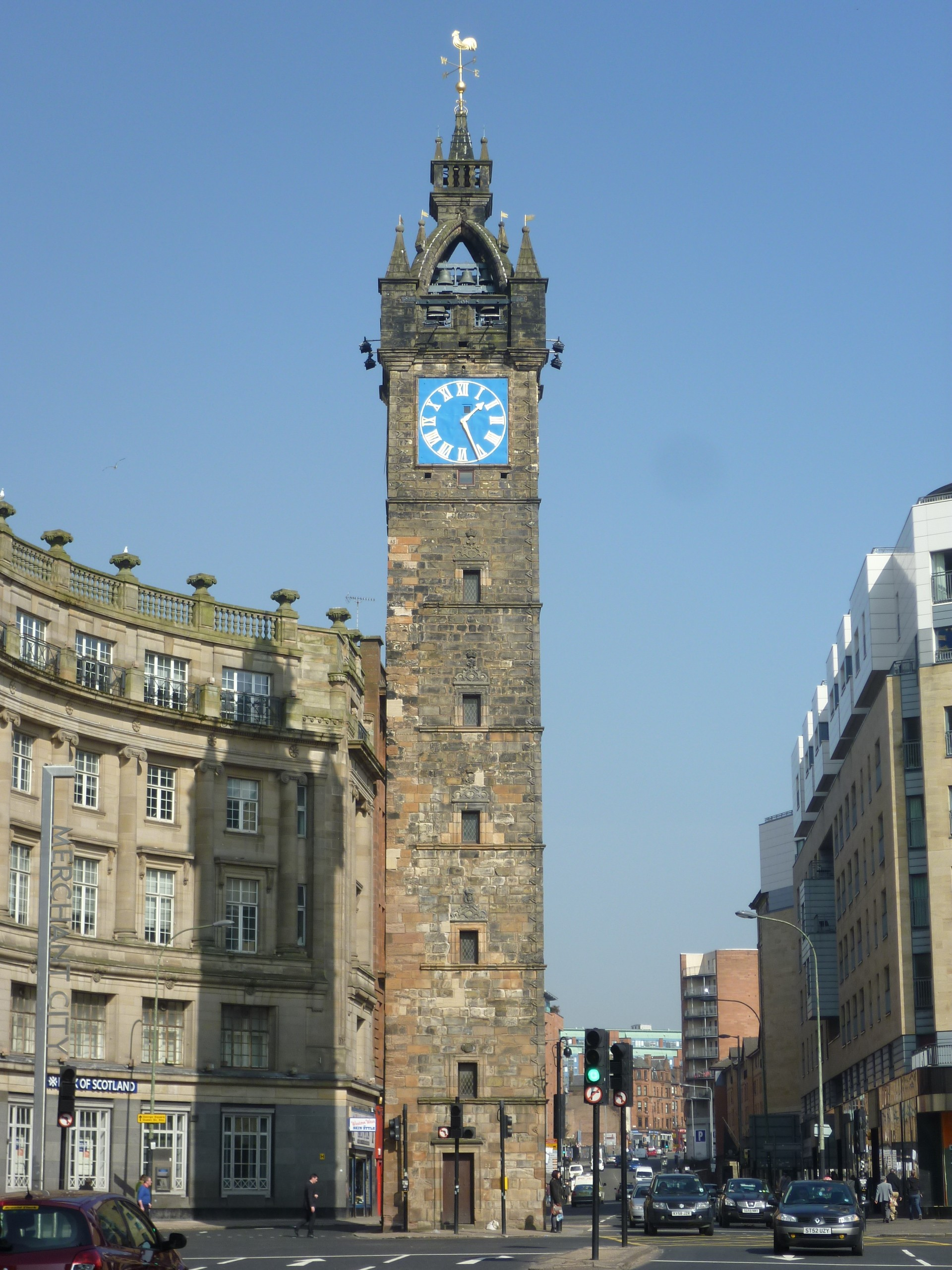
Шпиль Толбута

Шпиль Толбута был построен в 1626 году в месте, где в то время сходились главные улицы Глазго. Колокольня — это всё, что осталось от первоначальных строений Толбута, которые включали в себя ратушу, суд и тюрьму. В Толбуте размещались Городские палаты до 1814 года, когда муниципалитет продал здание Толбута (позднее снесённое в 1921 году) и переехал на Тюремную площадь на Солтмаркете. Шпиль высотой 38,5 метров, в комплекте с часовым механизмом, был отремонтирован в 2008 году после обнаружения трещин в конструкции. Наряду с близлежащим Трон-театром, построенным в 1794 году, шпиль Толбута является одним из старейших зданий в городе.